# Gennadij Janajev
Gennadij Ivanovitj Janajev (russisk: Геннадий Иванович Янаев, tr. Gennadij Ivanovitj Janajev; født 26. august 1937 i Perevos, Nisjnij Novgorod oblast, Sovjetunionen; død 24. september 2010 i Moskva, Den Russiske Føderation) var en sovjetisk politiker. Han arbejdede for Komsomol, den kommunistiske ungdomsorganisation, fra 1963. Fra december 1990 til august 1991 var han Sovjetunionens vicepræsident. Han deltog i augustkuppet i 1991 og blev arresteret. Han fik senere amnesti og blev løsladt i 1994.